# Plecturocebus urubambensis
Plecturocebus urubambensis és una espècie de primat de la família dels pitècids. És endèmic del Perú. L'holotip tenia una alçada de 30 cm i una cua de 40 cm. El seu pelatge de color marró es torna més fosc a les extremitats, mentre que les orelles estan cobertes de pèls llargs i negres i la cua és blanca. El seu nom específic, urubambensis, significa ‘de l'Urubamba’ en llatí.